# 라스베이거스
라스베이거스(영어: Las Vegas, 문화어: 라쓰베이거쓰) 또는 라스베가스(스페인어: Las Vegas)는 미국 남서부 네바다주 남부 사막 가운데에 있는 도시이자 최대 도시이다. 클라크군에 위치해 있다. 세계적으로 잘 알려진 카지노가 많은 관광과 도박의 도시이며, 결혼과 이혼 수속이 간단한 곳으로도 잘 알려져 있다. 전력은 후버 댐에서 공급받으며 상수도 물은 콜로라도 강에서 얻고 있다. 라스베이거스는 1905년 5월 15일 사막 위에 세워졌다. 그리고 6년 뒤에 도시로 정식 등록되었다. 미국에서 애틀랜틱 시티와 함께 도박이 허용된 대표적인 도시이다. 네바다주는 타 주 와는 다르게 주 내 모든 곳에서 도박이 허용된다. 라스베이거스는 엔터테이먼트의 세계적인 메카로 발전되었으며 2016년도 일년간 찾아온 관광객은 4천2백만명에 달했다. 명칭은 목초지라는 뜻을 가진 스페인어 vega에서 유래하였다.

## 역사
백인들이 정착할 무렵에 현재의 라스베이거스에는 파이우트 인디언들이 살고 있었다. 이 지역에 처음 정착한 백인은 예수 그리스도 후기성도 교회의 지도자 브리검 영이었다. 모르몬 교도들이 정착지를 꾸며가면서, 거기 살던 인디언들을 개종시키려 하였으나 결국은 이 지역을 포기했다.
라스베이거스는 1905년 철도 회사가 그 땅을 살 때 설립되었고, 1910년에는 약 1,000명의 인구가 살았다. 1931년에는 주 정부가 카지노 도박업을 합법화하면서 빠르게 성장하였다. 같은 해에 후버 댐을 건설하기 시작하여 1935년에 완공되었다.
1940년에는 인구가 8,400명에 도달하였고, 제2차 세계대전 중에는 넬리스 공군 기지가 1941년에 포술 학교로 시작되었다. 1946년에는 첫 대형 카지노가 열렸다. 1950년에는 인구가 약 25,000명에 도달하였고, 카지노의 손님들을 끌어들이기 위하여 호텔들은 사치스러운 오락 시설들을 제공하였다. 1950년대 중반에는 도박업과 오락업을 주 산업으로 발전하여 라스베이거스를 미국에서 가장 큰 관광도시 들 중의 하나로 만들었다.
1960년에는 도시의 인구가 약 64,000명에 도달하였는데, 카지노 산업이 번창하면서 인구가 두 배로 늘어난 것이다. 도시의 번영은 1967년부터 1983년까지 미드 호로부터 물을 끌어들이는 남네바다 물 계획(지금의 로버트 B.그리피스 워터 계획)의 개발을 촉구하였다.
도시의 인구는 1990년에 거의 260,000명, 2000년에 거의 480,000명으로 늘어났다. 라스베이거스의 인구 증가에 의하여 도시의 큰 문제가 된 것이 1인당 사용하는 큰 물의 양이었다. 대도시권에서 쓰이는 미드 호와 콜로라도강에서 끌어들인 물이 충분히 번영을 이루지 못하였다. 군과 도시의 정부들은 물자원 개방과 물의 새로운 성분을 찾는 남네바다 물 사업기관으로부터 도움을 받았다. 하지만 현재 물부족 현상은 일어나지 않고 있다. 자율적으로 약간의 제한을 할 뿐이고 물 부족이 심각한 것은 오히려 캘리포니아주이다. 2017년 도시인구는 62만명으로 추정되며 도시주변을 포함하는 Clark County 인구는 2백만을 넘는다. 매년 관광객은 연간 4천만명으로 관광 산업이 활발하다. 네바다주에 위치하여 소득세, 법인세가 없지만 소비세와 재산세, 연방 정부세를 낸다.

## 지리
지리적으로 라스베이거스는 미국 남서부(사우스웨스트)에 속하며 네바다주의 남쪽 끝, 모하비 사막지대에 있다. 1만피트(3000m) 이상의 높은 산들로 둘러 싸여 있는 지대여서 습기를 몰고 올 수 있는 구름이 차단됨으로 강우량이 극히 낮다. 도시지역의 해발 고도는 2,030 ft (620 m)이다. 남동쪽으로 40km 떨어진 곳에는 콜로라도강이 흐르고 1936년에 완공된 후버댐(Hoover Dam)이 있고 댐으로 인해 만들어진 미드(Mead)호수가 있다. 라스베이거스에서 필요로하는 전력과 물을 이곳에서 공급받고 있다.

## 기후
라스베이거스는 모하비 사막 가운데 위치하여 사막 기후(쾨펜의 기후 구분 BWh)를 보인다. 이 도시는 12월이면 오후 4시 30분경에 일몰한다.
| 라스베이거스 (해리 리드 국제공항)의 기후                                                       | 라스베이거스 (해리 리드 국제공항)의 기후 | 라스베이거스 (해리 리드 국제공항)의 기후 | 라스베이거스 (해리 리드 국제공항)의 기후 | 라스베이거스 (해리 리드 국제공항)의 기후 | 라스베이거스 (해리 리드 국제공항)의 기후 | 라스베이거스 (해리 리드 국제공항)의 기후 | 라스베이거스 (해리 리드 국제공항)의 기후 | 라스베이거스 (해리 리드 국제공항)의 기후 | 라스베이거스 (해리 리드 국제공항)의 기후 | 라스베이거스 (해리 리드 국제공항)의 기후 | 라스베이거스 (해리 리드 국제공항)의 기후 | 라스베이거스 (해리 리드 국제공항)의 기후 | 라스베이거스 (해리 리드 국제공항)의 기후 |
| 월                                                                                             | 1월                                      | 2월                                      | 3월                                      | 4월                                      | 5월                                      | 6월                                      | 7월                                      | 8월                                      | 9월                                      | 10월                                     | 11월                                     | 12월                                     | 연간                                     |
| ---------------------------------------------------------------------------------------------- | ---------------------------------------- | ---------------------------------------- | ---------------------------------------- | ---------------------------------------- | ---------------------------------------- | ---------------------------------------- | ---------------------------------------- | ---------------------------------------- | ---------------------------------------- | ---------------------------------------- | ---------------------------------------- | ---------------------------------------- | ---------------------------------------- |
| 역대 최고 기온 °C (°F)                                                                         | 25 (77)                                  | 31 (87)                                  | 33 (92)                                  | 37 (99)                                  | 43 (109)                                 | 47 (117)                                 | 47 (117)                                 | 47 (116)                                 | 46 (114)                                 | 39 (103)                                 | 31 (87)                                  | 26 (78)                                  | 47 (117)                                 |
| 일평균 최고 기온 °C (°F)                                                                       | 14.7 (58.5)                              | 17.2 (62.9)                              | 21.7 (71.1)                              | 25.8 (78.5)                              | 31.4 (88.5)                              | 37.4 (99.4)                              | 40.3 (104.5)                             | 39.3 (102.8)                             | 34.9 (94.9)                              | 27.3 (81.2)                              | 19.5 (67.1)                              | 13.8 (56.9)                              | 26.9 (80.5)                              |
| 일일 평균 기온 °C (°F)                                                                         | 9.7 (49.5)                               | 11.9 (53.5)                              | 16.0 (60.8)                              | 19.8 (67.7)                              | 25.2 (77.3)                              | 30.9 (87.6)                              | 34.0 (93.2)                              | 33.2 (91.7)                              | 28.7 (83.6)                              | 21.3 (70.4)                              | 14.0 (57.2)                              | 9.0 (48.2)                               | 21.2 (70.1)                              |
| 일평균 최저 기온 °C (°F)                                                                       | 4.7 (40.5)                               | 6.7 (44.1)                               | 10.3 (50.5)                              | 13.8 (56.9)                              | 18.9 (66.1)                              | 24.3 (75.8)                              | 27.8 (82.0)                              | 27.0 (80.6)                              | 22.4 (72.4)                              | 15.3 (59.6)                              | 8.5 (47.3)                               | 4.2 (39.6)                               | 15.3 (59.6)                              |
| 역대 최저 기온 °C (°F)                                                                         | −13 (8)                                  | −9 (16)                                  | −7 (19)                                  | −1 (31)                                  | 3 (38)                                   | 9 (48)                                   | 13 (56)                                  | 12 (54)                                  | 6 (43)                                   | −3 (26)                                  | −9 (15)                                  | −12 (11)                                 | −13 (8)                                  |
| 평균 강수량 mm (인치)                                                                          | 14 (0.56)                                | 20 (0.80)                                | 11 (0.42)                                | 5.1 (0.20)                               | 1.8 (0.07)                               | 1.0 (0.04)                               | 9.7 (0.38)                               | 8.1 (0.32)                               | 8.1 (0.32)                               | 8.1 (0.32)                               | 7.6 (0.30)                               | 11 (0.45)                                | 106 (4.18)                               |
| 평균 강설량 cm (인치)                                                                          | 0.0 (0.0)                                | 0.0 (0.0)                                | 0.0 (0.0)                                | 0.0 (0.0)                                | 0.0 (0.0)                                | 0.0 (0.0)                                | 0.0 (0.0)                                | 0.0 (0.0)                                | 0.0 (0.0)                                | 0.0 (0.0)                                | 0.0 (0.0)                                | 0.51 (0.2)                               | 0.51 (0.2)                               |
| 평균 강수일수 (≥ 0.01 인치)                                                                    | 3.1                                      | 4.1                                      | 2.8                                      | 1.6                                      | 1.1                                      | 0.4                                      | 2.5                                      | 2.2                                      | 1.8                                      | 1.7                                      | 1.5                                      | 3.0                                      | 25.8                                     |
| 평균 강설일수 (≥ 0.1 인치)                                                                     | 0.0                                      | 0.1                                      | 0.0                                      | 0.0                                      | 0.0                                      | 0.0                                      | 0.0                                      | 0.0                                      | 0.0                                      | 0.0                                      | 0.0                                      | 0.1                                      | 0.2                                      |
| 평균 상대 습도 (%)                                                                             | 45.1                                     | 39.6                                     | 33.1                                     | 25.0                                     | 21.3                                     | 16.5                                     | 21.1                                     | 25.6                                     | 25.0                                     | 28.8                                     | 37.2                                     | 45.0                                     | 30.3                                     |
| 평균 월간 일조시간                                                                             | 245.2                                    | 246.7                                    | 314.6                                    | 346.1                                    | 388.1                                    | 401.7                                    | 390.9                                    | 368.5                                    | 337.1                                    | 304.4                                    | 246.0                                    | 236.0                                    | 3,825.3                                  |
| 가능 일조율                                                                                    | 79                                       | 81                                       | 85                                       | 88                                       | 89                                       | 92                                       | 88                                       | 88                                       | 91                                       | 87                                       | 80                                       | 78                                       | 86                                       |
| 출처: 미국 해양대기청 (평년값: 1991년~2020년, 극값: 1937년~현재, 상대습도/일조: 1961년~1990년) |                                          |                                          |                                          |                                          |                                          |                                          |                                          |                                          |                                          |                                          |                                          |                                          |                                          |

## 주민
| 인구조사 | 인구    | Note | %±       |
| -------- | ------- | ---- | -------- |
| 1900년   | 25      |      | —        |
| 1910년   | 800     |      | 3,100.0% |
| 1920년   | 2,304   |      | 188.0%   |
| 1930년   | 5,165   |      | 124.2%   |
| 1940년   | 8,422   |      | 63.1%    |
| 1950년   | 24,624  |      | 192.4%   |
| 1960년   | 64,405  |      | 161.6%   |
| 1970년   | 125,787 |      | 95.3%    |
| 1980년   | 164,674 |      | 30.9%    |
| 1990년   | 258,295 |      | 56.9%    |
| 2000년   | 478,434 |      | 85.2%    |
| 2010년   | 583,756 |      | 22.0%    |
| 2020년   | 641,903 |      | 10.0%    |
| 출처:    |         |      |          |

라스베이거스 인구의 약 70%는 백인이고, 약 10%는 흑인이다. 도시 인구의 24%는 히스패닉 계통의 주민들이다. 아시아인들의 수도 늘고 있다.

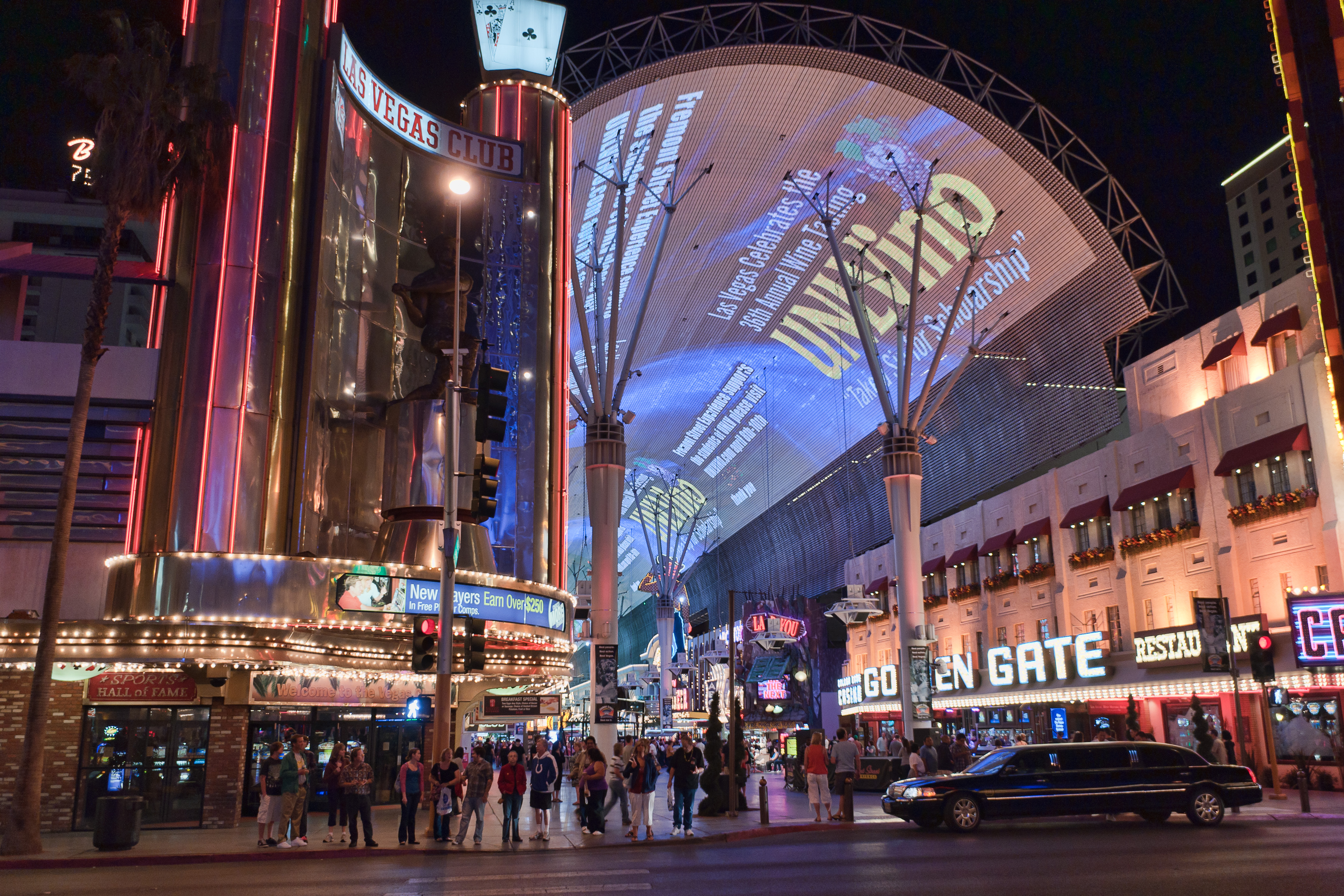
라스베이거스 다운타운 프리몬가 야경 LG전자의 작품

## 교육
라스베이거스에 있는 써든네바다대학(College of Southern Nevada)은 등록학생수로 볼때 미국에서 세번쩨로 큰 커뮤니티 칼레지(community college)이다. 라스베이거스 스트립 동쪽에 있는 네바다대학교 라스베이거스(University of Nevada, Las Vegas(UNLV))가 네바다주에서 가장 큰 주립대학교이며 연구중심의 대학(research-intensive university)이다. 2016년도 등록학생수는 29,702명이었다. 이 대학에 있는 윌리엄 하라(William F Harrah)의 호텔경영대학은 서비스(호스피타리디 프로그램)(Hospitality Program)분야에서 전국내지 세계적으로 가장 높은 랭킹을 유지하고 있다. 치과대학과 법과대학도 있다. UNLV의 스포츠센터인 토머스 맥센터는 스포츠 운동외에도 여러 가지 이벤트를 기획하고 운영하는데 적극적이다. 예를 들면 2016년 대통령선거 기간에 대선후보자 토론회(Debate)를 주최했고 클린턴 전 대통령과 소련의 미하일 고르바초프의 강의 시리스를 주최한 것도 그중 한 이벤트였다. 72개국에서 온 외국학생수는 1,185명(2017)이다. 지금까지의 졸업생 현항을 보면 총 11만2천명인데 여성 졸업생이 6만3천명으로 남성 졸업생 4만8천명보다 더 많은 숫자이다. 네바다 대학교출신으로 라스베이거스 출신의 모델 아리아니 설레스트가 있다.

## 경제

### 산업
관광업과 카지노의 발달로 도박업이 큰 비중을 차지하고, 컨벤션의 장소이기도 하다. 2016한해 동안 라스베이거스를 방문한 관광객수는 4,290만명이며 컨벤션에 참석하러 온 방문자 수는 630만명이된다. 미국 연방 정부가 도시에 여러 주요 기관을 두고 있다. 미국 에너지부(DOE:Department of Energy)에서 운영하는 핵무기 실험 장소인 네바다 테스트 사이트가 도시 북부에 자리 잡고 있다. 도시 가까운 곳에 넬리스 공군 기지와 도시 북부에 넬리스 공군 시험 훈련장이 있다. 수년 전부터는 캘리포니아 주의 높은 세금과 규제 문제로 애플이나 테슬라 자동차 등이 네바다로 거점을 옮기는 것처럼 라스베가스에도 많은 회사들이 속속 옮겨오고 있어, 앞으로 세금 싼 라스베가스시는 새로운 제조업의 매카로 부상될 가능성이 있다. 한국 교민들의 옷 공장들도 속속 라스베가스로 이전하고 있다.

### 교통과 통신
매캐런 국제공항은 네바다주에서 가장 큰 공항이며 라스베이거스로 출입하는 여행객은 이 공항을 이용하게 된다. 도시는 유니언 퍼시픽 철도와 트럭 교통의 중심지로 발달해 왔다. 모노레일이 발달하여, 집회소, 카지노와 여러 호텔들 사이에 승객들을 끌어들이고 있다. 라스베이거스의 신문으로는 라스베이거스 리뷰-저널과 라스베이거스 썬이 있다. 도시에는 10개의 정규 방송국과 30개의 라디오 방송국, 1개의 케이블 텔레비전이 운영되고 있다.

#### 매캐런 국제공항
라스베이거스 매캐런 국제공항(공항 코드:LAS)은 라스베이거스 시의 중심으로부터 남쪽으로 8km 떨어져 있다. 2015년 한해동안 공항이 처리한 승객의 수는 4,530만명이다. 미국내에서 8번째로 바쁜 공항(Busiest Airport)이며 세계에서는 26번째 바쁜 공항이다. 사우스웨스트 항공(Southwest Airlines)과 얼리전트 항공(Allegiant Airlines)은 거점(Base) 공항으로 사용하고 있으며 가장 많은 항공편을 제공하고 있다. 매캐런 국제공항을 운항하는 항공회사는 국내선 국제선 모두 합해서 30여개가 된다. 대한항공은 10년 넘게 인천-매캐런 공항간 직행노선을 운항해 왔고 현재 (2017년) 대한항공은 운항횟수를 늘여서 주 5회 직행운항을 하고 있다.

#### 모노레일
라스베이거스 모노레일은 스트립의 동쪽에 설치되어 있다. 라스베이거스 컨벤션 센터에서 남쪽으로 내려오면서 여러개의 대형 호텔 뒤에 정차한다. 요금은 편도 $5, 왕복 $9이며 일일간 사용할 수 있는 패스는 $15이다. 남쪽 에 있는 MGM Grand Station에서 북쪽 끝 SLS Station까지 소요시간은 14분이 되며 매 4-8분 간격으로 운행한다. 모두 7개의 정거장에 정차하는데 정거장 이름은 아래와 같다. 1.SLS Station 2.Westgate Station 3.Convention Center Station 4.Harrah’s & The LINQ Station 5.Flamingo & Caesars Palace Station 6. Bally’s & Paris Station 7. MGM Grand Station

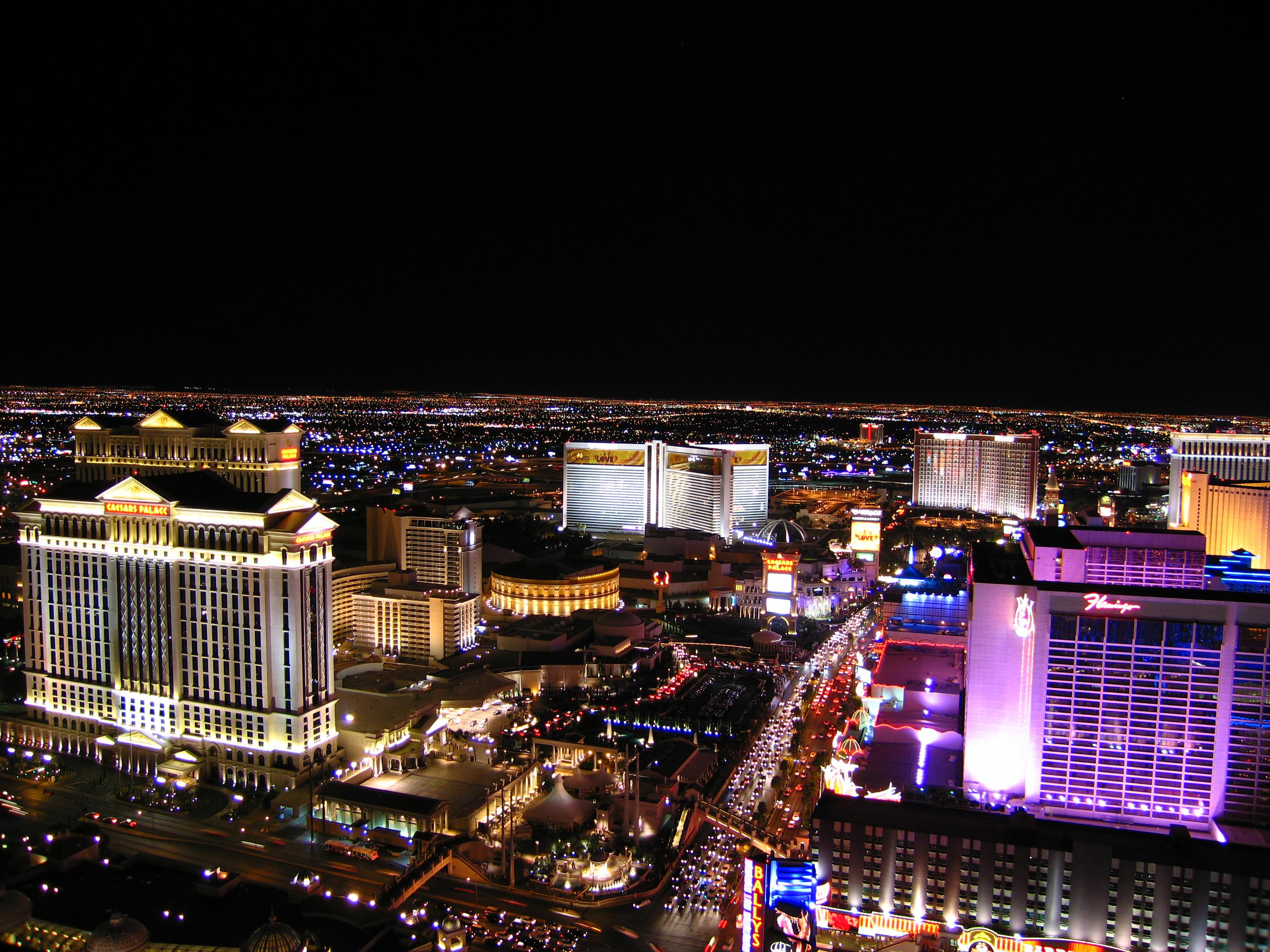
라스베이거스 도시 중심부 스트립 야경

#### 트랜싯 버스
남 네바다 지역 교통위원회(Regional Transportation Commission of Southern Nevada: RTC )에서 관리하는 RTC 트랜싯(Transit) 버스는 총49개의 노선으로 라스베이거스 주변 지역의 대중교통 서비스를 하고 있다. 대부분의 노선 운행은 아침 5:30 a.m.부터 밤 1:30 a.m.까지지만 일부 노선은 24시간 운행한다.
관광객이 가장 많이 다니는 스트립(Strip)과 다운타운을 다니는 버스로 듀스(Deuce) 버스와 준 급행 SDX버스가 있다. 듀스버스는 2층버스이고 노선이 스트립과 다운타운 두곳을 다니는 이유로 "2"자를 강조해서 듀스(Deuce) 버스라고 이름지었다. SDX버스는 같은 노선이면서 정거장을 줄여서 준급행(Express)으로 운영하는 버스인데 스트립과 다운타운의 첫글자를 따서 이름을 SDX(Strip Downtown Express)라고 지었다. 이 버스는 버스표를 점검하는 사람이 없이 전적으로 승객이 자율적으로 표를 산것으로 믿고 운행한다. 두 버스 모두 매 15분 간격으로 운행한다. 이 버스는 다른 버스와 달리 일회승차권을 쓰지 않고 시간별로 계산하는 방식을 쓰고 있다. 요금은 2시간 동안 사용하는 표가 $6이며 24시간 쓸수 있는 표는 $8이다. 위의 두 버스외에 어떤 다른 일반 RTC트랜싯 버스라도 정해진 시간 이내에는 반복해서 승차할 수 있다.

## 스포츠
그 동안 승부조작의 우려로 4대 메이저 스포츠 팀의 입성이 없었다. 라스베이거스를 연고지로 하는 프로스포츠팀은 NHL 베이거스 골든 나이츠가 2017~2018시즌부터 NHL에 참가해 준우승을 달성했다. 2020년에는 오클랜드 레이더스가 라스베이거스로 연고지를 이전한다.

## 관광

### 도시관광
- 벨라지오의 분수 쇼(Fountain Show)는 라스베이거스 최고 볼거리 중 하나로 널리 알려져있다. 벨라지오 호텔앞 연못에서 1000여개의 분수가 노래에 맞춰 분수의 발레를 보여준다. 저녁때에 매 15분 간격으로 음악과 함께 펼처지는 분수쇼. 토일요일은 오후 낮에도 한시간 마다 보여준다.
- 스트라토스피어(Stratosphere)호텔의 타워(Tower)는 미국에서 제일 높은 전망대이다. 라스베이거스 야경을 즐길수 있는 곳이다. 이밖에 수많은 관광객의 인기를 얻고있는 곳이 많다.[9]

### 인근지역 관광

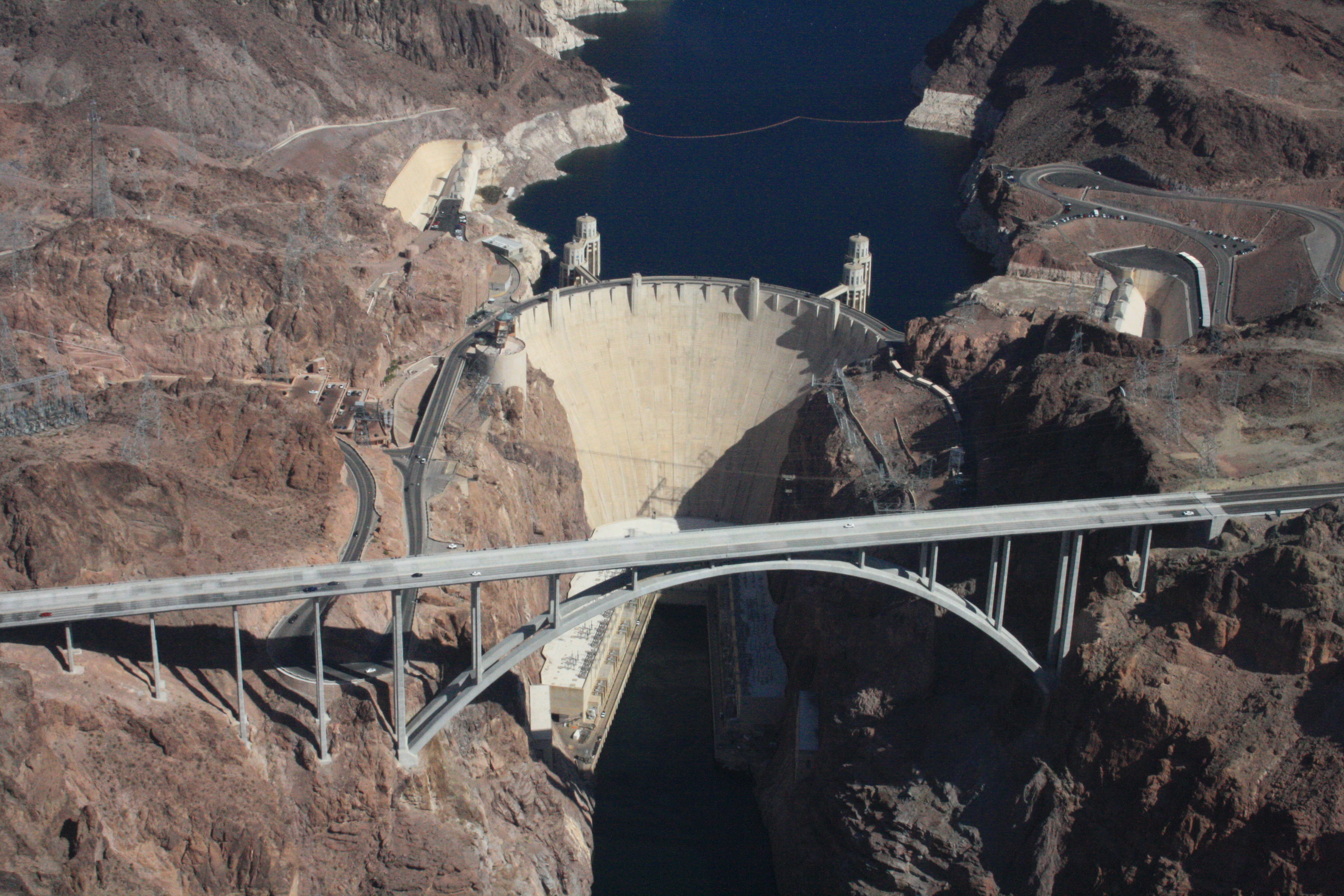
후버댐

- 후버댐(Hoover Dam)은 네바다주와 아리조나주 경계인 블랙케니언을 흐르는 콜로라도 강물을 막아만든 세계 제일 높이의 댐이다. 댐의 높이 726ft(218m.) 1931년-1935년 기간에 5,000명의 인력이 투입되어 건설한 댐이다. 댐 밑에 있는 수력 발전소에는 17기의 발전기가 2080KW의 전력을 발전해서 캘리포니아, 아리조나, 네바다주에 공급한다. 라스베이거스에서 30마일(48km) 동쪽에 있다.
- 래드락(붉은 바위) 캐니언(Red Rock Canyon) 은 라스베이거스에서 10마일(16km) 서쪽에 있는 래드락 케니언은 회색빛갈의 석회암과 불같이 붉은 사암으로 장관을 이룬곳이다. 13 마일의 공원 일주 드라이브 ( Scenic Drives ) 코스를 따라 한 바퀴 돌아 볼만 하다. 방문객센터 시간: 오전8:00-오후4:30 입장료:$5.
- 그랜드캐니언 국립공원(Grand Canyon NP)[10]은 가까운 거리는 아니지만 라스베이거스를 거처서 가는 외국인 여행자가 많이 찾아가는 다음 여행지가 된다. 그랜드캐니언 국립공원은 년 600만명의 여행객이 방문하며 매일 방문객 숫자가 2만명을 넘는다.(2017.5) 라스베이거스에서 후버댐(Hoover Dam)을 거처 사우스림(South Rim)까지 275마일(443km)의 거리로 약 4시간 30분정도 걸린다.

### 호텔과 카지노
전세계에서 가장 큰 대형 호텔 10개중 6개 호텔이 라스베이거스에 있는 호텔이며 전세계에 2000개이상의 객실을 가진 호텔이 59개가 되는데 그중 절반에 가까운 27개의 호텔이 라스베이거스에 있는 호텔이다. 호텔에 대한 자세한 소개를 위키트래블에서 볼 수 있다. 약 50개의 호텔/카지노가 소개되어 있다.

### 엔터테인먼트
서크듀솔레이(Cirque du Soleil) 쇼 일곱가지를 포함해서 수십가지의 쇼가 매일 공연되고 있다. 위키트래블에 대표적인 10여개의 쇼가 소개되어있다. 2023년 9월엔 라스베이거스에서 가장 규모가 큰 공연장인 스피어가 개장했다.

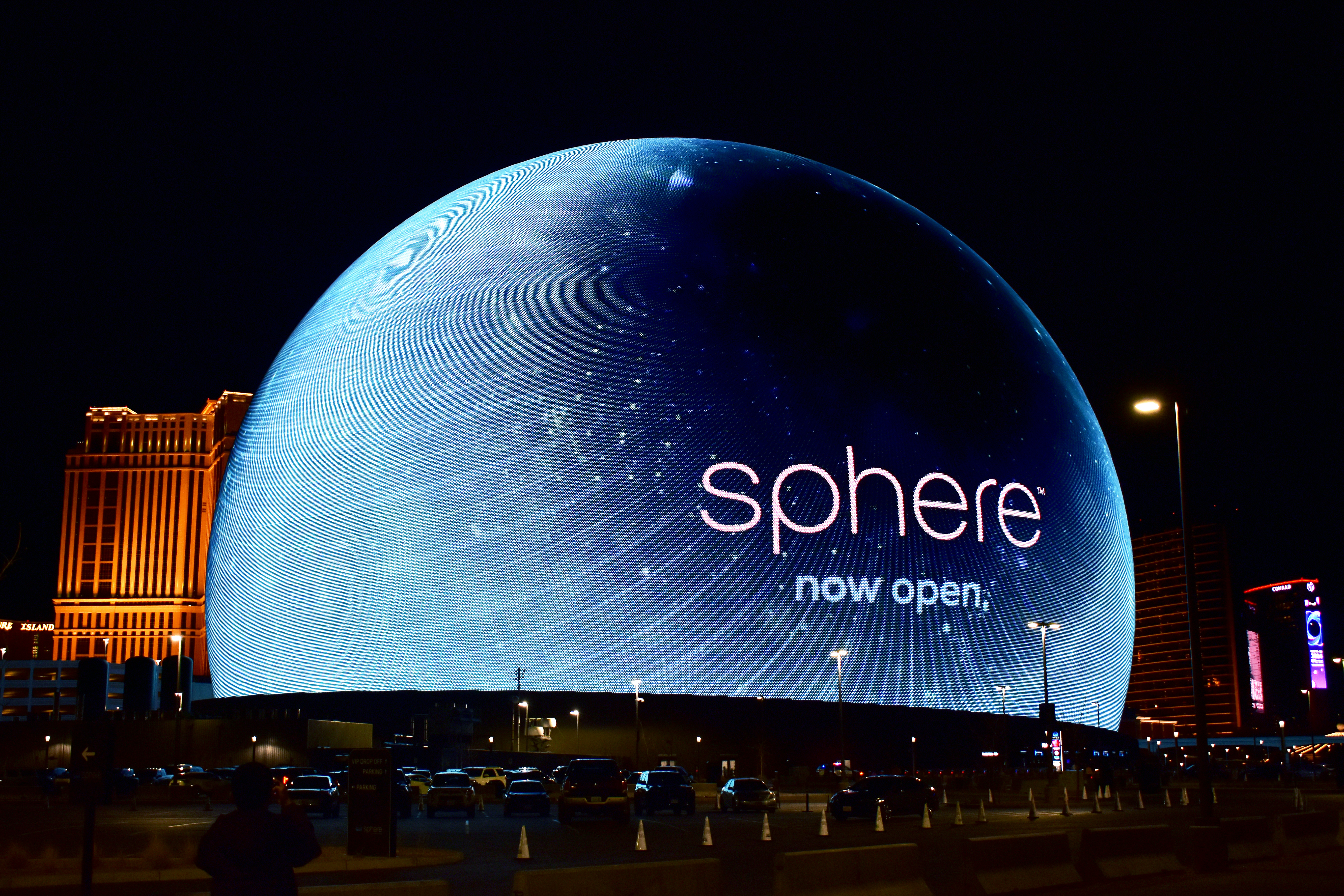
스피어(Sphere)

## 관련 드라마
- SBS 아스팔트 사나이 (1995년)

## 자매결연 도시
- 대한민국 경기도 안산시
- 대한민국 제주도 제주시
- 중국 랴오닝성 후루다오 시
- 중국 마카오
- 대한민국 전라남도 화순군
- 태국 푸켓
- 필리핀 팜팡가주 앙헬레스
- 튀르키예 파묵칼레
- 필리핀 타가이타이

## 대중 문화
- 레인보우 식스 베가스

## 같이 보기
- 2017년 라스베이거스 스트립 총기 난사 사건